# Body art
Body art ili umjetnost tijela je oblik konceptualne umjetnosti iz 20. st. Nastao je kao umjetnički pravac oko 1960. godine iz ideja happeninga i fluxusa. Tijelo je ujedno i umjetnički medij i umjetnički objekt. Radi se o obliku performansa. Dalji pravci u te umjetnosti su fotografija i video umjetnost. 
Nastaje krajem 1960-ih i razvija se u sljedećim desetljećima. 
Teme su primjerice nasilje, autoagresija, seksualnost, egzibicionizam ili tjelesna otpornost. 
Poznati predstavnici u Body artu su:
- Marina Abramović,
- Vito Acconci
- Denis Oppenheim,
- Gina Pane,
- Urs Lüthi,
- Rudolf Schwarzkogler
- Ron Athey,
- Oliver Frost

## Vanjske poveznice
- Directory of body art websites  Arhivirana inačica izvorne stranice od 11. ožujka 2017. (Wayback Machine)
- Australian Museum's Body Art section
- National Institute for Occupational Safety and Health - Body Art Page